# شینودا گیسابورو
شینودا گیسابورو ((به ژاپنی: 篠田 儀三郎 Shinoda Gisaburō)؛ ۱ ژانویهٔ ۱۸۵۲ – ۸ اکتبر ۱۸۶۸) سامورایی اهل ژاپن در دوره ادو بود. وی در خدمت خاندان ماتسودایرا در آیزو بود. 